# Ahmed Saïd (boxe anglaise)
Pour les articles homonymes, voir Ahmed Saïd.
Ahmed Saïd est un boxeur algérien né le 1er janvier 1953.

## Carrière
Ahmed Saïd est médaillé d'argent dans la catégorie des poids mi-mouches aux Jeux méditerranéens d'Alger en 1975 puis médaillé de bronze dans la même catégorie aux Jeux africains d'Alger en 1978.
Aux Jeux olympiques d'été de 1980 à Moscou, il est éliminé en quarts de finale de la catégorie des poids mi-mouches par le Bulgare Ismail Mustafov.